# Stari Trojany
Stari Trojany  (ucraniano: Старі Трояни) es una localidad del Raión de Izmail en el Óblast de Odesa de Ucrania. Según el censo de 2001, tiene una población de 2225 habitantes.